# Almástamási
Almástamási (románul Tămașa) falu Romániában Szilágy megyében.

## Fekvése
Bánffyhunyadtól (románul Huedin) északkeletre az Almási medencében fekszik.

## Nevének említése
1839-1900 Tamásfalva, 1873 Tamása.

## Lakossága
1850-ben kimutatott 21 fős magyar lakossága 1890-re 58 főre duzzadt, a 644 fős összlakossághoz viszonyítva. 1992-ben 424 főből 4 fő magyar és 15 fő cigány származású. 1850-ben 14 fő római katolikus, 16 fő református és 3 fő izraelita felekezetű, a többiek ortodoxok. 1992-ben a magyarok kivételével (1 római katolikus , 3 református) a lakosság baptista (15 fő), pünkösdista (6 fő) vagy ortodox 395 fő).

## Története
Egykor az Alszeghez tartozott, mára elrománosodott falu a középkorban a középlaki uradalom magyar jobbágyfaluja volt. 1660-ban a törökdúlás nagy vérveszteséget jelentett, a felgyújtott református templomban bentégtek az emberek. 1917-ben Jegenye római katolikus filiája.
Fatemploma 1775-ben épült.
A falu a trianoni békeszerződésig Kolozs vármegye Hídalmási járásához tartozott.

## Lásd még
- Kolozs vármegye
- Kalotaszeg